# Raizeux
Raizeux ist eine französische Gemeinde mit 990 Einwohnern (Stand: 1. Januar 2022) im Département Yvelines in der Region Île-de-France. Sie gehört zum Arrondissement Rambouillet und zum Kanton Rambouillet. Die Einwohner werden Raizeuliens genannt.

## Geographie
Raizeux liegt etwa 55 Kilometer westsüdwestlich von Paris und etwa zehn Kilometer westsüdwestlich von Rambouillet. Die Gemeinde gehört zum Regionalen Naturpark Haute Vallée de Chevreuse. Umgeben wird Raizeux von den Nachbargemeinden Hermeray im Norden, Saint-Hilarion im Osten und Südosten, Épernon im Süden, Hanches im Westen und Südwesten sowie Saint-Lucien im Westen und Nordwesten.

## Bevölkerungsentwicklung
| Jahr                      | 1962 | 1968 | 1975 | 1982 | 1990 | 1999 | 2006 | 2013 |
| Einwohner                 | 280  | 314  | 424  | 530  | 626  | 732  | 809  | 900  |
| Quelle: Cassini und INSEE |      |      |      |      |      |      |      |      |

## Sehenswürdigkeiten

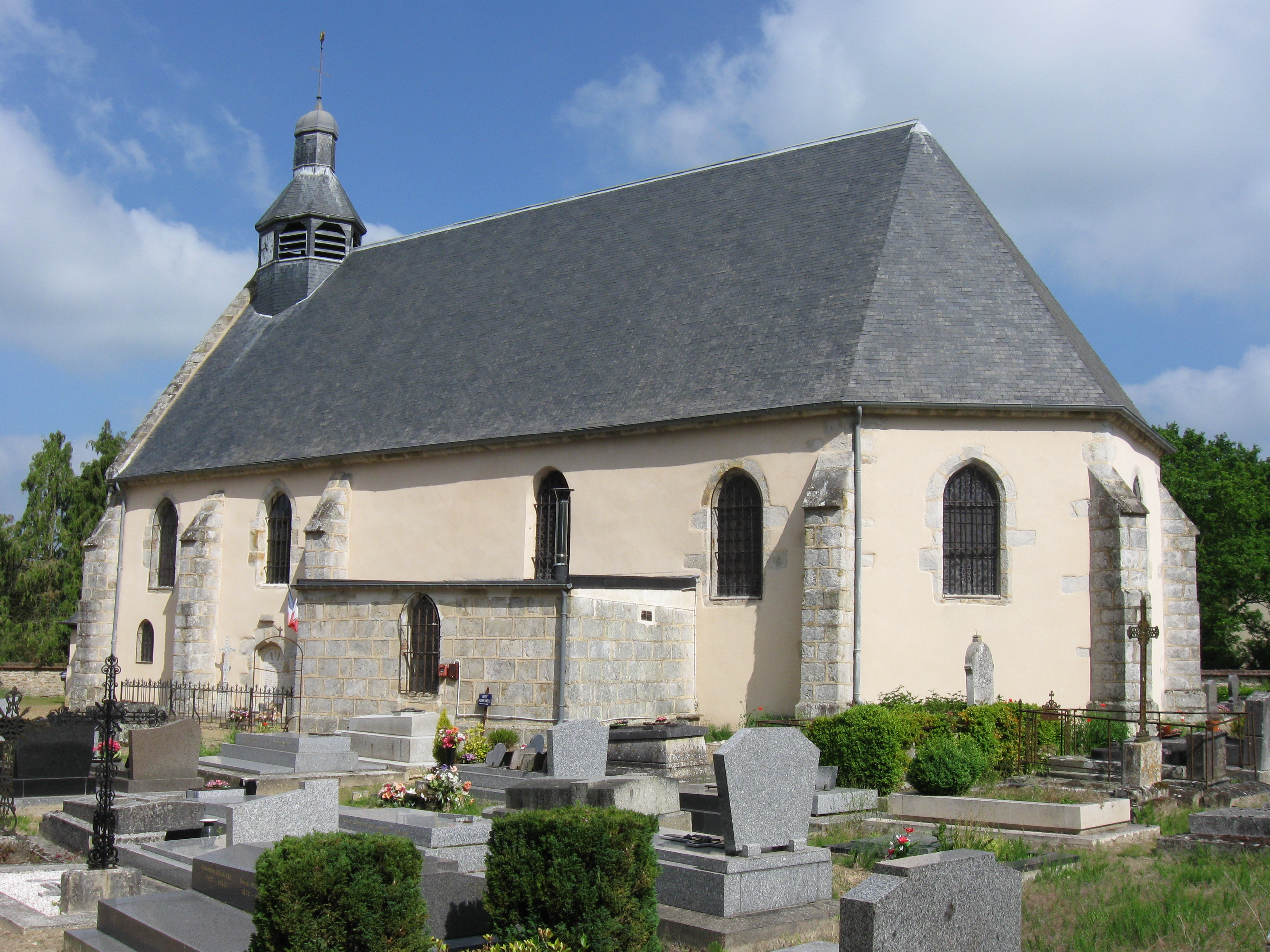
Kirche Notre-Dame-de-la-Bonne-Nouvelle

- Kirche Notre-Dame-de-la-Bonne-Nouvelle aus dem 16. Jahrhundert
- Schloss La Baste aus dem 17. Jahrhundert